# Васильевское сельское поселение (Кировская область)
Васильевское сельское поселение  — муниципальное образование в составе Немского района Кировской области России, существовавшее в 2006 — 2011 годах.
Центр — село Васильевское.

## История
Васильевское сельское поселение образовано 1 января 2006 года согласно Закону Кировской области от 07.12.2004 № 284-ЗО.
Законом Кировской области от 5 июля 2011 года № 18-ЗО поселение упразднено, все населённые пункты включены в состав Архангельского сельского поселения.

## Состав
В состав поселения входили 3 населённых пункта:
- село Васильевское
- деревня Сосновица
- деревня Сысоево